# Партия Разума
Партия Разума (нем. Partei der Vernunft, PDV) — либертарианская политическая партия в Германии. Основана 30 мая 2009 года в Хамбах (нем. Hambach an der Weinstraße, Нойштадт).

## История
Партию основал обозреватель журнала Focus Money Оливер Яник. Учреждение партии состоялось 30 мая 2009 года в замке Хамбах, который был выбран так как считается родиной демократического движения в Германии.
Впервые Партия Разума приняла участие в выборах в Нижней Саксонии в 2011 году. Кандидатам партии удалось пройти в городской и муниципальный советы Харзефельда, а также в городской совет Бремерфёрде.
13 мая 2012 года партия впервые приняла участие в земельных выборах в земле Северный Рейн-Вестфалия. Она получила 6348 вторых голосов (0,1% действительных голосов), заняв последнее место среди 17 партий.
В 2012 году главным финансовым директором Национальной ассоциации PDV Баварии стал Харальд Эберт, бывший местный руководитель Свободной демократической партии (СвДП) и член Комитета планирования и окружающей среды городского совета Эрдинга, ушедший из своей прежней партии в сентябре 2011 года из-за принятия пакета мер по спасению евро.
Первое избранное федеральное руководство состояло из следующих учредителей: Оливер Яник (председатель до 17 апреля 2013 года), Франк Ловас и Дитер Бер (заместители), Герхард Бройниг (генеральный секретарь), Иоганнес Россманит (исполнительный директор) и членов партии Ханс Колпак, Зигфрид Панцер, Йорг Брехлин, Франк Альбрехт.
28 августа 2013 года партии из четырёх европейских стран подписали заявление о создании либертарианской европейской партии под названием Европейская партия за личную свободу (EPIL) в нидерландском Утрехте. Среди учредителей EPIL наряду с Партией Разума были партия Parti Libéral Démocrate (Франция), Партия свободы личности (Испания) и Либертарианская партия Нидерландов.
9 ноября 2014 года восемь из девяти членов действующего федерального исполнительного совета подали в отставку и вышли из партии. В письме членам партии отставка обосновывается отсутствием успехов на выборах и поведением критиков внутри партии; Говорили о «чрезвычайно неприятном результате европейских выборов», а также о «ссорах и интригах».

## Идеология
Партия Разума выступает за прямую демократию и верховенство закона, защиту жизни, свободы и собственности граждан, ограничение полномочий федеральных и земельных властей с одновременным расширением полномочий местного самоуправления. 
Экономическая и налогово-бюджетная политика партии соответствует учению австрийской школы.
Партия Разума считает Европейский Союз (ЕС) в качестве наднациональной организации ненужным за «чрезмерное регулирование». 
Обеспечение внутренней и внешней безопасности понимается членами партии как защита жизни, свободы и имущества отдельных граждан, что является одним из основных обязанностей государства, которое в то же время должно быть ограничено. Недопустимо ограничение свободы личности и гражданских свобод, за исключением случаев непосредственной опасности для жизни и здоровья и только по постановлению суда. В области внешней политики партия нацелена на мирное взаимопонимание со всеми странами и уважение к самоопределению и культурам других народов. В программе отмечается, что Бундесвер должен снова стать исключительно армией обороны.
Партия Разума полагает, что повышение качества образования при одновременном снижении затрат могут быть достигнуты благодаря рыночной конкуренции. Нуждающимся семьям необходимо выдавать образовательные ваучеры, чтобы они могли выбирать школы для своих детей. Полномочия по принятию решений по образовательным кредитам или стипендиям должны быть переданы муниципалитетам. 
В области авторских прав и свободы информации позиции партии близки к Пиратской партии.
Партия Разума считает необходимым реформировать систему здравоохранения и социальной политики на основе самоопределения и ответственности личности за своё здоровье и будущую пенсию. Пациенты должны иметь право на свободный выбор как методов лечения, так и лекарственных препаратов.
По мнению Партии Разума устойчивая экологическая политика возможна без государственного вмешательства.

## Организационная структура
В мае 2011 года состоялся очередной национальный съезд, на котором был избран Национальный совет. Председателем партии был переизбран её основатель, журналист Оливер Яник. Его заместителями стали Норберт Гэн, профессор экономического права Университета прикладных наук Шмалькальден, и Йорг Брехлин. Пост федерального директора занял Йоханнес Росманит. Федеральным секретарём избран Герхард  Бройнинг. Казначеем стал Уве Шредер. Также избраны три эксперта: Франк Ловас, генеральный директор Medec Systems GmbH (нетрадиционная медицина), Франк Альбрехт и Фолькер Шефер. 
Региональные отделения партии действует в 14 землях Германии из 16: Баден-Вюртемберг, Бавария, Берлин, Бранденбург, Бремен, Гессен, Гамбург, Мекленбург-Передняя Померания, Нижняя Саксония, Северный Рейн-Вестфалия, Рейнланд-Пфальц, Саар, Саксония и Саксония-Ангальт.